# Frost Belt

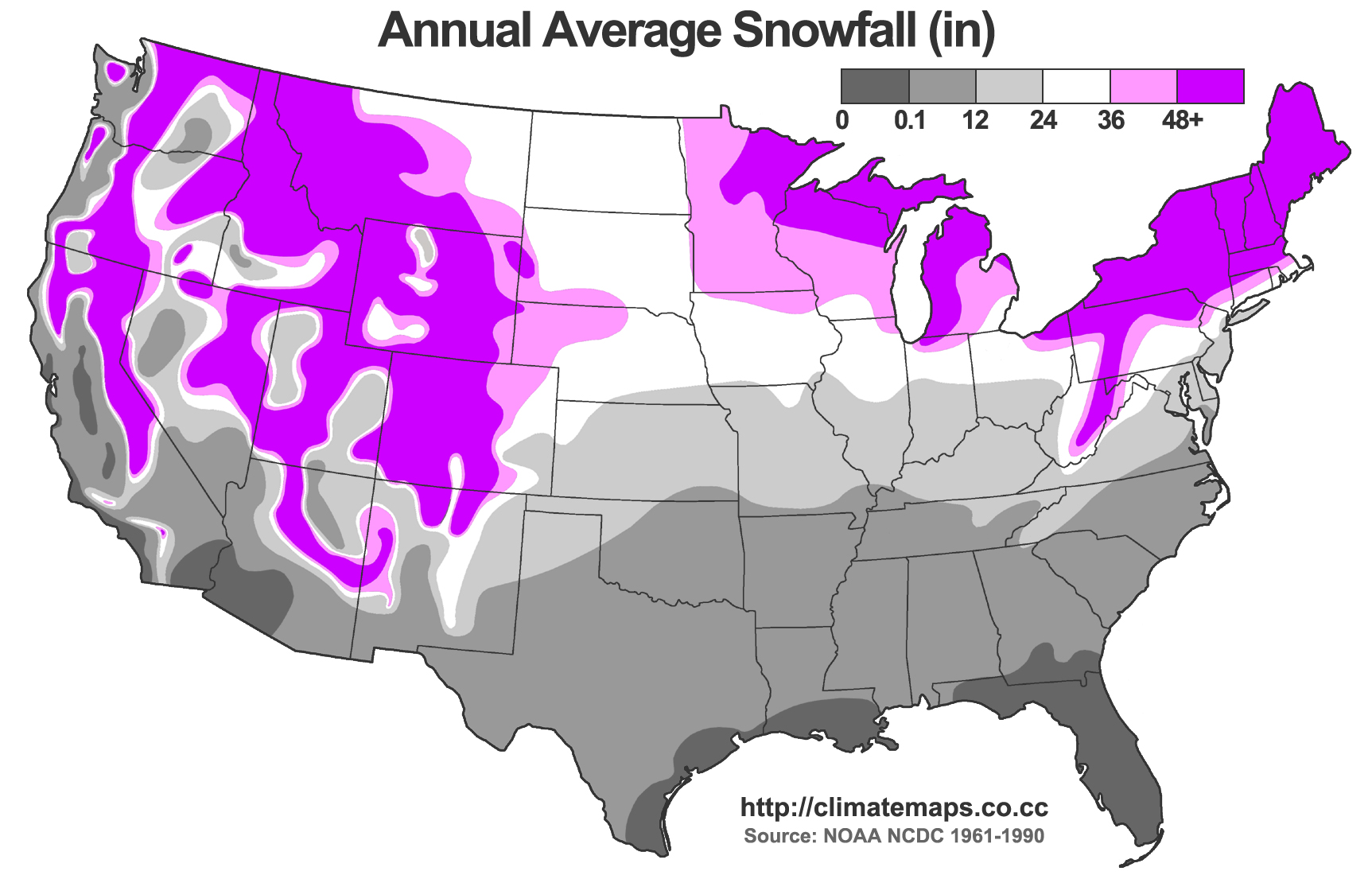
Nevicate negli USA.

La Frost Belt ((IT)  cintura della brina o cintura del gelo) è una regione degli Stati Uniti d'America generalmente considerata inclusa tra New England, regione dei Grandi Laghi e la maggior parte del Midwest. La regione è così chiamata per il clima freddo ghiacciato e le nevicate.
Per molti anni, la Frost Belt è stata il fulcro dell'America produttiva e più popolata. Dopo la deindustrializzazione dei primi anni '80, vi è stata una migrazione di massa verso altre zone. Per la maggior parte del tardo XX secolo, la popolazione della Frost Belt si è dislocata verso le regioni meridionali e sud-occidentali. Lo spostamento fu dovuto a fattori economici e sociali; la desegregazione del Sud e l'allentamento delle tensioni sociali fecero del Sud una terra di approdo per gli afroamericani e altre minoranze etniche. L'avvento dell'aria condizionata giocò un ruolo chiave nel permettere alle persone di abitare zone prima inabitate.